# داته هارومونه

نشان خاندان

داته هارومونه (به ژاپنی: 伊達 晴宗) (۱۵۱۹ – ۱۵۷۸ میلادی) یکی از دایمیوهای ژاپنی در دوره سنگوکو بود. او بر ولایت موتسو در شرق ژاپن حکمرانی می‌کرد.